# Нік Гойдонкс
Нік Гойдонкс (фр. Nicolaus Huibrecht "Nic" Hoydonckx, 29 грудня 1900, Гесден-Золдер, Бельгія — 4 лютого 1985, Гасселт, Бельгія) — бельгійський футболіст, що грав на позиції захисника, зокрема, за клуби «Берхем» та «Льєж», а також національну збірну Бельгії.

## Клубна кар'єра
У футболі дебютував 1920 року виступами за команду «Берхем», в якій провів вісім сезонів.
Протягом 1928—1933 років захищав кольори клубу «Хасселт».
1933 року перейшов до клубу «Льєж», за який відіграв 3 сезони.  Завершив професійну кар'єру футболіста виступами за команду «Льєж» у 1936 році.

## Виступи за збірну
1928 року дебютував в офіційних матчах у складі національної збірної Бельгії. Протягом кар'єри у національній команді, яка тривала 6 років, провів у її формі 36 матчів.
У складі збірної був учасником  футбольного турніру на Олімпійських іграх 1928 року в Амстердамі, чемпіонату світу 1930 року в Уругваї, де зіграв проти США (0:3) і Парагвая (0:1).
Помер 4 лютого 1985 року на 85-му році життя.